# Schistochila sciurea
Schistochila sciurea là một loài rêu tản trong họ Schistochilaceae. Loài này được (Nees) Schiffner miêu tả khoa học lần đầu tiên năm 1893.